# علي الدويان
علي الدويان ممثل سعودي.

## مشواره الفني
بدأ الدويان مشواره الفني عام 2005، التحق بعدة دورات فنية في المعهد العالي بالكويت، ودرس على يد أساتذة متخصصين منهم مدحت الكاشف ومشعل الموسى، شارك لأول مرة في مشهد واحد فقط في مسلسل أخواني أخواتي مع فايز المالكي، ثم شارك في مسلسل طاش ما طاش بمشاهد بسيطة، واشتهر في حلقة «بيضة الشيطان» في مسلسل سيلفي بشخصية «أبو سكروب».

## أعماله

### المسلسلات
- 2007: بيني وبينك.
- 2008: وشوشه.
- 2009: طاش ما طاش 16.
- 2009: جاري يا حمودة.
- 2010: المقطار.
- 2010: ضايعة ولقيناها.
- 2010: صباح الليل (الجزء الأول).
- 2014: بنق.
- 2015: سيلفي.
- 2016: سيلفي 2.
- 2016: الدمعة الحمراء.
- 2017: سناب شاف.
- 2017: شباب البومب 6.
- 2018: عوض أبا عن جد.[2][3]
- 2020: أوريم.
- 2020: مليار ريال.

### الأفلام
- 2008: وادي الأرواح.[2][3]

## تهديدات
أكد الدويان أنه تلقى تهديدات عدة، متمثلة برسائل نصية على هاتفه عقب تجسيده شخصية «أبوسكروب» في مسلسل سيلفي: «كان هناك مَن يرصد تحركاتي، ويحاول أن يبث الرعب في نفسي برسائل نصية، بل هناك مَن وصفني بالكافر والملحد، ومع الأسف هناك مَن روَّج لهذه الرسائل أيضًا، لاسيما بعض الزملاء والأصدقاء».

## روابط خارجية
- علي الدويان في قاعدة بيانات الأفلام العربية.